# خانه محمد قلی کریمی
خانه آقای محمد قلی کریمی مربوط به دوره صفوی است و در شهرستان کهگیلویه، بخش چرام، روستای القچین سفلی واقع شده و این اثر در تاریخ ۹ اردیبهشت ۱۳۸۲ با شمارهٔ ثبت ۸۴۰۹ به‌عنوان یکی از آثار ملی ایران به ثبت رسیده است.